# تپه قزل حصار غربی
تپه قزل حصار غربی مربوط به سدهٔ ۳ تا ۵ ه.ق است و در شهرستان نظرآباد، بخش تنکمان، دهستان نجم‌آباد، غرب روستای شیخ حسن مزرعه قزل حصار واقع شده و این اثر در تاریخ ۲۷ آبان ۱۳۸۶ با شمارهٔ ثبت ۲۰۲۵۱ به‌عنوان یکی از آثار ملی ایران به ثبت رسیده است.